# 천명 (후금)
천명(天命, 1616년 ~ 1626년)은 후금 태조(太祖) 천명가한(天命可汗) 누르가치의 연호이다. 11년 가량 사용하였다. 다만 실제로 사용된 연호가 아니라 나중에 제정되었다는 학설도 있다.

## 개원
- 병진년(丙辰年) 1월 1일[1](그레고리력 1616년 2월 17일)에 후금 건국 및 건원을 시행하며, 연호를 천명(天命)으로 건원함.[2][3][4]

- 천명(天命) 11년 9월 1일[5](그레고리력 1626년 10월 20일)에 연호를 천총(天聰)으로 정하고, 다음 해 1월 1일[6](그레고리력 1627년 2월 16일)에 개원함.[7][8][4]

## 연대 대조표
| 천명 | 서기(西紀) | 간지(干支) | 명나라 연호               |
| 원년 | 1616년     | 병진(丙辰) | 만력(萬曆) 44년           |
| 2년  | 1617년     | 정사(丁巳) | 만력 45년                 |
| 3년  | 1618년     | 무오(戊午) | 만력 46년                 |
| 4년  | 1619년     | 기미(己未) | 만력 47년                 |
| 5년  | 1620년     | 경신(庚申) | 만력 48년 태창(泰昌) 원년 |
| 6년  | 1621년     | 신유(辛酉) | 천계(天啓) 원년           |
| 7년  | 1622년     | 임술(壬戌) | 천계 2년                  |
| 8년  | 1623년     | 계해(癸亥) | 천계 3년                  |
| 9년  | 1624년     | 갑자(甲子) | 천계 4년                  |
| 10년 | 1625년     | 을축(乙丑) | 천계 5년                  |
| 천명 | 서기(西紀) | 간지(干支) | 명나라 연호               |
| 11년 | 1626년     | 병인(丙寅) | 천계(天啓) 6년            |

## 동시대 연호

### 중국
대명(大淸)
- 만력(萬曆) (1573년 ~ 1620년)
- 태창(泰昌) (1620년)
- 천계(天啓) (1621년 ~ 1627년)

중국(기타)
- 이신(李新) 홍무(洪武) (1619년)
- 이문(李文) 천진혼(天眞混) (1619년)
- 사숭명(奢崇明) 서응(瑞應) (1621년 ~ 1629년)
- 서홍유(徐鴻儒) 대성흥승(大成興勝) (1622년)
- 정진명(鄭振明) 일통(一統) (1622년)
- 후덕(侯德) 현정(玄静) (1622년)
- 양환(楊桓), 양종유(楊從儒) 의덕(懿德) (1624년)
- 절강해구(浙江海寇) 관화(寬和) (1625년)

### 베트남
후 레 왕조(後黎朝)
- 호앙딘(弘定) (1600년 ~ 1619년)
- 빈또(永祚) (1619년 ~ 1629년)

막 왕조(莫朝)
- 끼엔통(乾統) (1593년 ~ 1625년)
- 롱타이(隆泰) (1618년 ~ 1625년)

### 일본
- 겐나(元和) (1615년 ~ 1624년)
- 간에이(寬永) (1624년 ~ 1644년)

## 같이 보기
- 중국의 연호 목록